# Katia Zini
Katia Zini (n. 23 iunie 1981, Sondalo, Lombardia, Italia) este o sportivă ce a reprezentat Italia, medaliată olimpică. A participat la 2 ediții ale Jocurilor Olimpice (2006, 2010) în care a câștigat o medalie de bronz.